# Танигаки, Садакадзу
Садака́дзу Танига́ки (яп. 谷垣 禎一, род. 7 марта 1945) — государственный и политический деятель Японии.

## Биография
Садакадзу Танигаки — сын бывшего министра образования Японии Сэнъити Танигаки (ум. 1983).
Садакадзу Танигаки недолго возглавлял агентство по науке и технике в 1997 году. В правительстве Дзюнъитиро Коидзуми он занимал ряд должностей, в том числе был членом Финансово-восстановительной комиссии, Национальной комиссии общественной безопасности, и наконец министром финансов с 22 сентября 2003 года по 26 сентября 2006 года. С 2002 года Танигаки возглавлял малую фракцию Котикай, бывшую частью Либерально-демократической партии, с 11 членами в нижней и 4 в верхней палате парламента.
Впервые Танигаки выдвинул свою кандидатуру на пост председателя ЛДП 28 июля 2006 года, но занял третье место после Синдзо Абэ и Таро Асо. Танигаки считается «умеренным» деятелем, в основном благодаря своим взглядам на внешнюю политику: в отличие от Абэ и Асо, он заявил, что если он станет премьер-министром, то не будет продолжать ежегодные посещения храма Ясукуни, вызывающие недовольство в Китае и Корее.
24 сентября 2007 года Танигаки был назначен председателем политического совета ЛДП при вновь избранном председателе партии Ясуо Фукуде. Впоследствии он короткое время был министром земли, инфраструктуры и туризма.
28 сентября 2009 года он был избран лидером ЛДП сменив бывшего премьер-министра Японии Таро Асо.
26 декабря 2012 года Садакадзу Танигаки назначен министром юстиции во втором кабинете С.Абэ.